# Jack Clementi – Anruf genügt...
Jack Clementi – Anruf genügt …, auch als Big Man bekannt, ist eine italienisch-französisch-deutsche Krimiserie mit Bud Spencer in der Hauptrolle. Sie wurde 1988–89 produziert und besteht aus sechs Fernsehfilmen. Regie führte Steno, der auch schon für die sehr erfolgreiche Plattfuß-Reihe verantwortlich war.
Die Serie handelt von dem ehemaligen Polizeibeamten Jack Clementi, der nun für das Versicherungsunternehmen Lloyds als Privatdetektiv ermittelt, um Versicherungbetrugsfälle aufzuklären. Er arbeitet dabei oft mit Kommissar Caruso und seinem Fahrer Simon Lecoq zusammen. Seine Ermittlungen führen ihn quer durch Europa.

## Filme

### Handlung der Filme
1. Im Netz der Drogenmafia
Drogenschmuggler schaffen es, ihre Drogensendungen zu versichern. Dies gefällt der Versicherungsfirma Lloyds gar nicht und sie beauftragt Jack Clementi mit dem Fall. Er schafft es, sich ins Drogenkartell einzuschleusen, und findet dabei einen kleinen Jungen, der zum Kurierdienst gezwungen wird. Nun will Clementi nicht nur die Drogendealer dingfest machen, sondern auch den Jungen befreien.
2. Der Clan der Fälscher
Jack Clementi ermittelt in einem Fälschungsfall. Ein seltenes, hochversichertes Kunstwerk taucht plötzlich nochmals auf und nun ist die Frage der Echtheit offen.
3. Falsches Spiel
Ermittlungen um eine alternde Diva, die angeblich erpresst, bestohlen und entführt wird. Jack Clementi kommt dem Ganzen auf die Schliche und begibt sich selbst in Gefahr.
4. Strahlen des Todes
Eine militärische Organisation hat eine neue Waffe entwickelt, welche jedes bekannte Material zerstören kann. Die Versicherungsfirma Lloyds hat mit dem Militär eine Versicherung abgeschlossen, die jeglichen Schaden, den die Waffe anrichtet, übernimmt. Diese Waffe gerät jedoch in die Hände von Terroristen. Nun schickt die Versicherungsgesellschaft Jack Clementi los, um das Schlimmste zu verhindern und eine Massenpanik in der Bevölkerung zu vermeiden.
5. Der große Coup/Auf den Tod versichert
Jack Clementi schleust sich in ein Gefängnis ein, um mit einem Häftling auszubrechen und somit einen Geldtransporterraub aufzuklären. Jedoch bleibt Clementi nicht unbemerkt und gerät in Schwierigkeiten.
6. Der Tod fährt Achterbahn
Eine Sekte verursacht Morde bei Leuten, bei welchen ein Selbstmord nicht versichert ist. Jack Clementis Reise führt ihn von München nach Wien, wo er sich in die Sekte einschleust, um dem Ganzen auf die Schliche zu kommen.

### Ausstrahlung und Veröffentlichungen
Die Filme wurden ab November 1988 in Italien als 90-minütige Spielfilme gezeigt. Die Serie erschien in dieser Form 1989 in Deutschland zunächst auf sechs VHS-Kassetten unter dem Originaltitel Big Man bei Taurus Video. Fernsehpremiere war schließlich zwei Jahre später am 8. Mai 1991 im ZDF, das die Serie auch mitproduziert hatte. Dort teilte man die sechs Filme in zwölf 45-minütige Episoden und zeigte sie am Vorabend in abweichender Reihenfolge. Für die deutsche Fassung wurde die ursprüngliche Musik von Guido & Maurizio De Angelis durch Kompositionen von Karel Svoboda ersetzt.
Ab 2010 wurde die Serie auch in deutscher Sprache in ihrer ursprünglichen 90-minütigen Form auf Das Vierte gezeigt. Die zwölfteilige Fassung wird aber ebenfalls weiterhin verwendet; zuletzt 2014 auf Sky Krimi.
Am 24. Juni 2011 erschien erstmals die komplette Serie auf DVD in zwei Boxen bei Koch Media. Enthalten sind die sechs Originalfassungen und nicht die zwölfteilige ZDF-Version. 2014 folgte eine Neuauflage der Serie auf DVD in der Reihe fernsehjuwelen bei AL!VE in einer Box. Die Extras (Interviews, Original deutsche und italienische Trailer und Vor- und Abspänne) sind in beiden Veröffentlichungen identisch.
| Nr. | Nr. (VHS, DVD) | Italienischer Titel   | Deutscher Filmtitel                   | ZDF-Titel                | Erstausstrahlung Italien | Erstausstrahlung Deutschland (ZDF-Fassung) | Erstausstrahlung Deutschland (Langfassung) |
| --- | -------------- | --------------------- | ------------------------------------- | ------------------------ | ------------------------ | ------------------------------------------ | ------------------------------------------ |
| 1   | 1              | Polizza droga         | Im Netz der Drogenmafia               | Drogen hoch versichert   | 25. Nov. 1988            | 8. Apr. 1991                               | 12. Apr. 2010                              |
| 1   | 1              | Polizza droga         | Im Netz der Drogenmafia               | Dealer im Netz           | 25. Nov. 1988            | 10. Apr. 1991                              | 12. Apr. 2010                              |
| 2   | 4              | La fanciulla che ride | Der Clan der Fälscher                 | Der Kunstfälscher        | 2. Dez. 1988             | 6. Mai 1991                                | 10. Mai 2010                               |
| 2   | 4              | La fanciulla che ride | Der Clan der Fälscher                 | Treibjagd auf Jack       | 2. Dez. 1988             | 8. Mai 1991                                | 10. Mai 2010                               |
| 3   | 5              | Diva                  | Falsches Spiel                        | Unglück im Spiel         | 9. Dez. 1988             | 22. Apr. 1991                              | 17. Mai 2010                               |
| 3   | 5              | Diva                  | Falsches Spiel                        | Der betrogene Betrüger   | 9. Dez. 1988             | 24. Apr. 1991                              | 17. Mai 2010                               |
| 4   | 2              | Boomerang             | Strahlen des Todes                    | Die Waffe                | 16. Dez. 1988            | 29. Apr. 1991                              | 19. Apr. 2010                              |
| 4   | 2              | Boomerang             | Strahlen des Todes                    | Der Bumerang             | 16. Dez. 1988            | 1. Mai 1991                                | 19. Apr. 2010                              |
| 5   | 3              | 395 Dollari l’oncia   | Der große Coup/Auf den Tod versichert | Aufbruch ins Abenteuer   | 23. Dez. 1988            | 15. Apr. 1991                              | 3. Mai 2010                                |
| 5   | 3              | 395 Dollari l’oncia   | Der große Coup/Auf den Tod versichert | Der Schatz im Moor       | 23. Dez. 1988            | 17. Apr. 1991                              | 3. Mai 2010                                |
| 6   | 6              | Polizza inferno       | Der Tod fährt Achterbahn              | Auf den Tod versichert   | 30. Dez. 1988            | 13. Mai 1991                               | 26. Apr. 2010                              |
| 6   | 6              | Polizza inferno       | Der Tod fährt Achterbahn              | Der Tod fährt Achterbahn | 30. Dez. 1988            | 15. Mai 1991                               | 26. Apr. 2010                              |

## Darsteller und Synchronsprecher
Die deutsche Fassung wurde von Siegfried Rabe erstellt. Bud Spencer wurde in der Serie erstmals und einmalig von Karl-Heinz Krolzyk synchronisiert.
| Film       | Darsteller                         | Charakter                       | Synchronsprecher   |
| ---------- | ---------------------------------- | ------------------------------- | ------------------ |
| 1 – 6      | Bud Spencer                        | Professor Jack Clementi         | Karl-Heinz Krolzyk |
| 1 – 6      | Dennis Karvil                      | Simon Lecoq                     | Gerhard Acktun     |
| 1 – 6      | Mylène Demongeot                   | Fernande                        | Anita Höfer        |
| 1 – 6      | Geoffrey Copleston                 | Henry Winterbottom              | Günther Sauer      |
| 1, 2, 4    | Raymond Pellegrin                  | Kommissar Caruso                | Horst Sachtleben   |
| 1, 2, 3, 5 | Ole Jorgensen                      | Mr. Whitecat                    | Ulrich Bernsdorf   |
| 1          | Armand Meffre                      | Don Gino Carmelo                | Paul Bürks         |
| 1          | Nello Pazzafini                    | Mobster                         | Norbert Gastell    |
| 1          | Antonino Licausi                   | Surricido                       | Gabor Gomberg      |
| 1          | Susan Marshall                     | Lilli Buonocore                 | Katharina Lopinski |
| 1          | Armando Marra                      | Francesco Locurato              | Werner Abrolat     |
| 1          | Agnese Ricchi                      | Mrs. Locurato                   |                    |
| 2          | Raimund Harmstorf                  | Vasco                           | Raimund Harmstorf  |
| 2          | Jacques Sernas                     | Prinz Don Pietro von Roccaferro | Joachim Höppner    |
| 2          | Mario Pilar                        | Leo Voltera                     | Franz Rudnick      |
| 3          | Ursula Andress                     | Susy Kaminski                   | Dagmar Heller      |
| 3          | Paul Guers                         | Philippe Brossard               | Reinhard Glemnitz  |
| 3          | Michel Albertini                   | Tony Cilento                    | Christian Tramitz  |
| 3          | Jean Boissery                      | Louis Meller                    | Hans-Georg Panczak |
| 3          | Ines Des Longchamps                | Marielle Mazel                  | Marion Hartmann    |
| 3          | Bernard Woringer                   | Commissaire Yves Lucas          | Leon Rainer        |
| 3          | Jean-Claude Braquet                | Marcel Vibert                   | Wolfgang Mascher   |
| 3          | Bruno Di Luia                      | Alfons Calet                    | Ulf J. Söhmisch    |
| 3          | Guy Di Rigo                        | André                           | Manfred Schmidt    |
| 3          | Catherine Lesnoff                  | Elaine                          |                    |
| 3          | Brigitte Manuceau                  | Marthe Brossard                 |                    |
| 3          | John Rico                          | Martin                          | Til Kiwe           |
| 3          | Woo Manchini                       | Juliette                        | Sandra Schwittau   |
| 4          | John Steiner                       | Zebra                           | Wolfgang Mascher   |
| 4          | Isabel Russinova                   | Edith Fenoglia                  | Manuela Renard     |
| 4          | Natalino Libralesso                | Francesco Guidi                 | Horst Raspe        |
| 4          | Jean-Paul Muel                     | Dr.Christiani                   | Eckart Dux         |
| 4          | Donald Hudson                      | Dr.Degrune                      | Til Kiwe           |
| 4          | Sandro Moretti                     | Dr.Nardi                        | Berno von Cramm    |
| 4          | Mario Erpichini                    | General                         | Klaus Guth         |
| 4          | Vanni Materassi                    | General                         | Alexander Allerson |
| 4          | Domenico Fiore                     | Fred                            | Walter von Hauff   |
| 5          | Pascale Roberts                    | Mado                            | Maddalena Kerrh    |
| 5          | Venantino Venantini                | Pierre Legrand                  | Fred Maire         |
| 5          | Michel Constantin                  | Xavier Baudin                   | Fred Klaus         |
| 5          | Jean Badin                         | Tonton                          | Christian Tramitz  |
| 5          | Pierre Hatet                       | Colonel Berthier                | Klaus Guth         |
| 5          | Daniel Langlet                     | Daniel                          | Horst Raspe        |
| 5          | Géraldine Pailhas                  | Blanche                         | Inga Nickolai      |
| 6          | Hartmut Becker                     | Dr. Alfred Merkl                | Hartmut Becker     |
| 6          | Josef Fröhlich                     | Werner Kraus                    | Josef Fröhlich     |
| 6          | Claus Ringer                       | Dr. Wolf D. Roth                | Claus Ringer       |
| 6          | Claus Seibel                       | Nachrichtensprecher             | Leon Rainer        |
| 6          | Mimmo Seppe                        | Ajello                          | Michael Rüth       |
| 6          | Maria Grazia Bon                   | Mrs.Krauss                      | Gudrun Vaupel      |
| 6          | John Armstead                      | Hotel Employee                  |                    |
| 6          | Werner Asam                        | Hans                            | Walter von Hauff   |
| 6          | Udo Weinberger                     | Merkl’s Assistent               | Imo Heite          |
|            | Sprecher der Zusammenfassung (ZDF) |                                 | Klaus Kindler      |